# La Superba
La Superba, eller Y Canum Venaticorum är en halvregelbunden variabel (SRB) i stjärnbilden Jakthundarna. 
Stjärnan varierar mellan visuell magnitud +4,86 och 5,88 med en period av 267,8 dygn.